# Corrida dans un village
Corrida dans un village (espagnol Corrida de toros en un pueblo) – est une huile sur bois de Francisco Goya dépeignant la scène de tauromachie .
La peinture fait partie d'une série de quatre huiles sur bois de petites tailles, qui inclut la Procession de flagellants, le Tribunal de l'Inquisition et la Maison de fous. Selon l'inventaire des œuvres de Goya de 1928, cette série ne fut jamais vendue ; on ne sait pas si le peintre avait décidé de la garder pour lui ou s’il ne parvint pas à trouver un acheteur. Il n'y a pas de données précises sur sa date de réalisation, qui semble incluse entre 1815 et 1819. Il est probable qu’elle a été peinte en même temps que la série de gravure la Tauromaquia (1815-1816) avec laquelle elle présente des similitudes évidentes, notamment avec la planche no 27.
Le tableau de composition innovante est très bien conçu. La scène de combat située au centre est très claire, jouant sur les couleurs : le taureau, le picador à cheval et les péons sont représentés par des taches distinctes de couleur. Le public est à peine esquissé. Le point de vue, en hauteur, hors cadre, est également original, il permet de voir les premiers rangs, de dos .
Cette série de tableaux appartenait à Manuel Garcia de la Prada, peint par Goya dans les années 1805-1810. García de la Prada donna la toile Corrida dans un village à l’Académie royale des beaux-arts de San-Fernando, où il est actuellement exposé.

## Sources
- Oxford Educational, Francisco Goya, 2006 (ISBN 83-7425-497-1)
- Ricardo Centellas, « Corrida de toros en un pueblo », sur almendron.com/artehistoria (consulté le 16 septembre 2013)